# Angelina Škatova
Angelina Anatolyevna Škatova (in russo Ангелина Анатольевна Шкатова?; Vladimir, 25 gennaio 2001) è una ginnasta russa, specializzata nella ginnastica ritmica.

## Carriera

### Junior
Nel 2014 entra a far parte della squadra nazionale junior russa.
Nel 2015 vince il Grand Prix di Mosca e il Trofeo Città di Pesaro. Ai Campionati europei di ginnastica ritmica 2015 di Minsk vince l'oro nell'all-around e l'argento alle 5 palle.

### Senior
Nel 2017 entra a far parte della squadra nazionale russa di riserva. Partecipa a numerosi Grand Prix.
Nel 2018 sempre con la squadra di riserva gareggia a svariati Grand Prix.
Nel 2019 partecipa a più Grand Prix e alle XXX Universiadi vince tre ori.
Ha vinto la medaglia d'argento ai Giochi olimpici di Tokyo 2020 nel concorso a squadre, gareggiando sotto la sigla ROC, a seguito dell'esclusione della Russia per doping di Stato.

## Palmarès

### Per ROC
- Giochi olimpici

Tokyo 2020: argento nel concorso a squadre

### Per la Russia
- Europei

Varna 2021: oro nel concorso a squadre, oro nell'All-around; argento nelle 5 palle;

#### Europei juniores
| Anno | Città | Risultato | Specialità |
| ---- | ----- | --------- | ---------- |
| 2015 | Minsk | Oro       | All-Around |
| 2015 | Minsk | Argento   | 5 palle    |

#### Universiadi
| Anno | Città  | Risultato | Specialità          |
| ---- | ------ | --------- | ------------------- |
| 2019 | Napoli | Oro       | All-Around          |
| 2019 | Napoli | Oro       | 5 palle             |
| 2019 | Napoli | Oro       | 3 cerchi 4 clavette |